# La Traversée de la ville
La Traversée de la ville est un roman de Michel Tremblay, paru en 2008.

## Résumé
En août 1914, Maria Desrosiers, arrivée en octobre 1912 à Montréal depuis le Rhode Island, tente de reprendre pied après la naissance de Théo, un enfant qu'elle ne désirait pas. Elle a fait venir à elle l'ainée de ses filles, Nana, pour s'occuper du petit frère tandis qu'elle travaille la nuit comme serveuse dans un bar du centre-ville.
Cependant, Nana s'effraie des rumeurs d'une guerre imminente en Europe qu'elle croit pouvoir parvenir jusqu'à Montréal. À treize ans, elle décide de traverser la ville pour aller à la gare centrale acheter, avec ses quelques dollars d'enfant, trois billets pour sa mère, son frère et elle-même afin de retrouver la quiétude des plaines de la Saskatchewan. Ce sera, en une matinée, l'occasion d'un long périple dans la ville – et de rencontres plus ou moins bienveillantes – le long de la rue Sainte-Catherine.